# 梭鱼湾南站
梭鱼湾南站位于辽宁省大连市甘井子区，是大连地铁5号线的一个车站，于2023年3月17日启用。
由于车站位于梭鱼湾地区南部，因此车站命名为“梭鱼湾南”以与梭鱼湾站相区分。本站是5号线过海进入甘井子区的第一站，而本站与大连站之间的地铁隧道也是东北地区首条跨海地铁隧道。
本站内设“澎湃春潮”主题布景，于2023年5月4日落成。

## 位置
梭鱼湾南站位于甘井子区梭鱼湾路与万景街交汇口北侧，车站主体结构位于万景街北侧，以南北走向排布。

## 车站结构

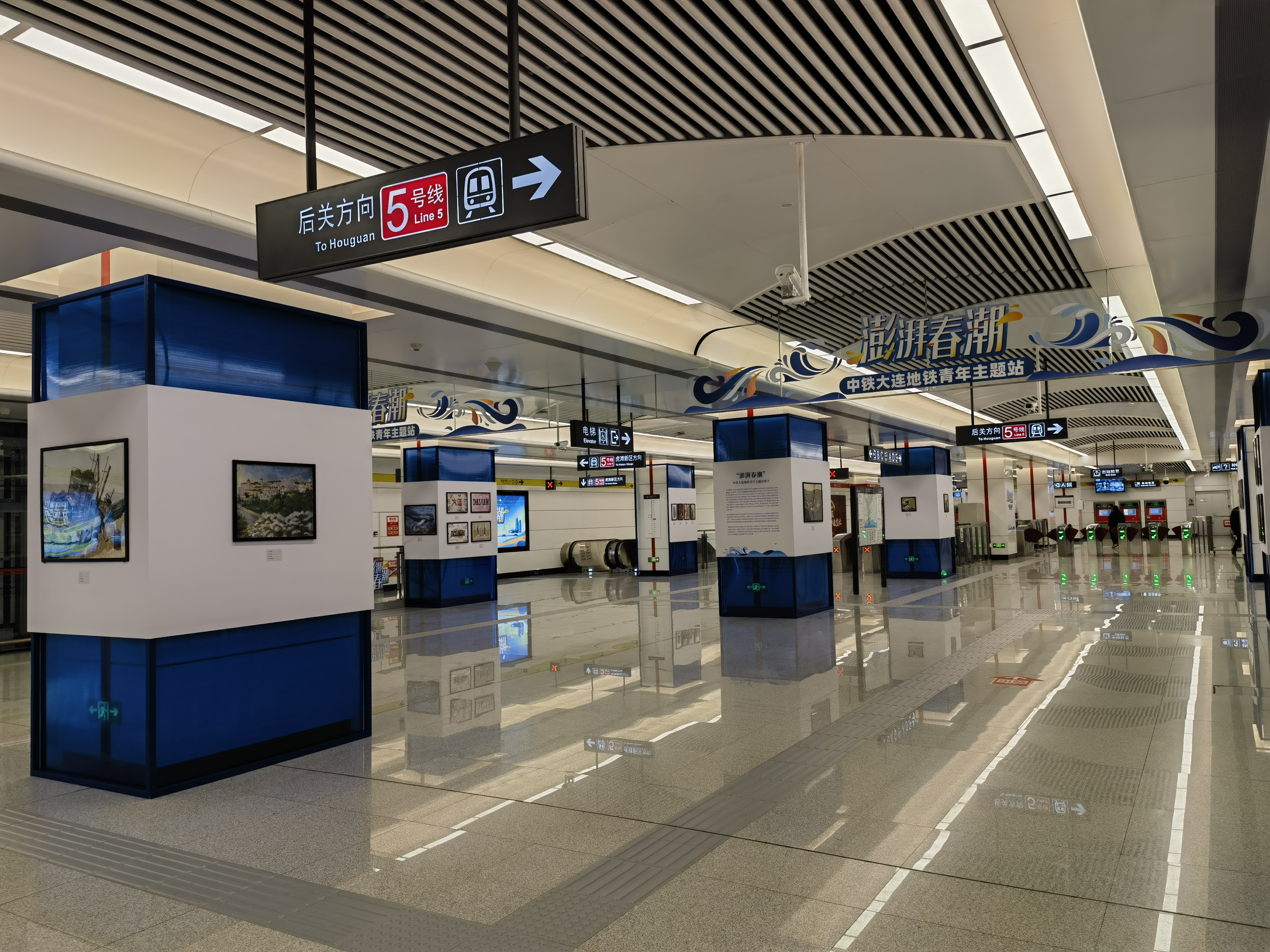
梭鱼湾南站站厅层

梭鱼湾南站为侧式站台地下车站，B1层为站厅层，B2层为站台层。本站是5号线唯一一座使用侧式站台布局的车站。
| B1 站厅层 | 站厅                             | 自动售票机、进站闸机 |
| B2 站台层 | 侧式站台，开右边门               | 侧式站台，开右边门   |
| B2 站台层 | █ 5号线往虎滩新区方向 （大连站） |                      |
| B2 站台层 | █ 5号线往后关方向 （梭鱼湾）     |                      |
| B2 站台层 | 侧式站台，开右边门               |                      |

## 出入口
梭鱼湾南站共设有4个出入口，A、B出入口位于梭鱼湾路西侧，C、D出入口位于梭鱼湾路东侧，所有出入口均位于万景街和万虹街之间，站外无障碍电梯位于A出入口旁。
| 出口编号 | 出口指示 | 建议前往的目的地                                     |
| -------- | -------- | ---------------------------------------------------- |
| 出口 · A |          | 梭鱼湾路、万虹街、远洋钻石湾未来里                   |
| 出口 · B |          | 梭鱼湾路、万景街、钻石湾小区B5区、钻石湾世界滨海公园 |
| 出口 · C |          | 万景街、大连梭鱼湾专业足球场、远洋万和公馆           |
| 出口 · D |          | 万虹街                                               |

## 公交换乘
- 905路公交车。（钻石湾滨海公园站）